# Eremophila jucunda
Eremophila jucunda är en flenörtsväxtart som beskrevs av Chinnock. Eremophila jucunda ingår i släktet Eremophila och familjen flenörtsväxter. Inga underarter finns listade i Catalogue of Life.